# William Wilson Saunders
William Wilson Saunders ( 1809 - 1879 ) fue un botánico, y destacado entomólogo inglés.
Fue asegurador de la Lloyd's de Londres.
Fue un importante estudioso de lepidópteros y de los himenópteros, tal que sus ricas colecciones contenían insectos de todos los órdenes. Francis Walker (1809-1874) describió los dípteros de su colección bajo el título de Insecta Saundersiana.
Saunders, cuando vivió en Reigate, fue también horticultor reputado.

## Algunas publicaciones
- henri Jekel, William Wilson Saunders. 1855. Insecta Saundersiana: or Characters of undescribed insects in the collection of William Wilson Saunders Esq. Ed. Ed. J. van Voorst
- francis Walker. 1856. Insecta Saundersiana: or Characters of undescribed insects in the collection of William Wilson Saunders, Volumen 1. 474 pp.
- william wilson Saunders, heinrich gustav Reichenbach, john gilbert Baker. 1869. Refugium botanicum: or figures and descriptions from living specimens, of little known or new plants of botanical interest. Volumen 1. Ed. J. van Voorst.en línea. Ed. BiblioLife, de 2010, 360 pp. ISBN 1-142-70199-9
- william wilson Saunders, worthington george Smith, alfred william Bennett. 1871. Mycological illustrations: being figures and descriptions of new and rare hymenomycetous fungi. Volumen 2. Ed. J. van Voorst. 96 pp.
- william chapman Hewitson, william wilson Saunders. 1876. Illustrations of new species of exotic butterflies: selected chiefly from the collections. Vol. 1.

## Honores
- Presidente de la Sociedad Entomológica de Londres entre 1841 a 1842, y de 1856 a 1857.
- Tesorero de la Sociedad linneana de Londres de 1861 a 1873.
- Miembro de la Royal Society, desde 1853.

### Epónimos
- (Adiantaceae) Cheilanthes saundersii Alston[1]
- (Agavaceae) Agave saundersii Hook.f.[2]
- (Apocynaceae) Pachypodium saundersii N.E.Br.[3]
- (Araceae) Anthurium saundersii Hook.f.[4]
- (Asphodelaceae) Kniphofia × saundersii Hort. ex Gumbl.[5]
- (Asteraceae) Aster saundersii E.S.Burgess[6]
- (Begoniaceae) Begonia × saundersii Hort. ex Vilm.[7]
- (Bromeliaceae) Billbergia saundersii Hort. W.Bull[8]
- (Commelinaceae) Stickmannia saundersii Kuntze[9]
- (Crassulaceae) Aeonium saundersii Bolle[10]
- (Fabaceae) Psorodendron saundersii Rydb.[11]
- (Geraniaceae) Pelargonium × saundersii Sweet[12]
- (Gesneriaceae) Streptocarpus saundersii Hook.[13]
- (Grossulariaceae) Ribes × saundersii Jancz.[14]
- (Iridaceae) Gladiolus saundersii Hook.f.[15]
- (Liliaceae) Tritoma saundersii Carrière[16]
- (Paeoniaceae) Paeonia × saundersii Stebbins[17]
- (Poaceae) Agropyron saundersii Hitchc.[18]
- (Scrophulariaceae) Dermatobotrys saundersii Bolus[19]

- La abreviatura «Saunders» se emplea para indicar a William Wilson Saunders como autoridad en la descripción y clasificación científica de los vegetales.[20]